# Nicole Castrale
Nicole Castrale, née Nicole Dalkas le 24 mars 1979 à Glendale, Californie, est une golfeuse américaine

## Palmarès

### Solheim Cup
- Choisie par la capitaine pour la Solheim Cup 2007

### LPGA Tour
- 2007 Ginn Tribute Hosted by Annika

### Autres victoires
- 2005 Northwest Indiana FUTURES Golf Classic, Kankakee FUTURES Golf Classic (Futures Tour)